# Alessandro Matri
Alessandro Matri (Sant'Angelo Lodigiano, 19 agosto 1984) è un ex calciatore italiano, di ruolo attaccante.

## Biografia
Soprannominato Mitra Matri, cresce nel paese di Graffignana, in provincia di Lodi. La prima passione non è per il calcio, bensì per il ciclismo: Matri correva per il Pedale Graffignanino e prometteva bene, come testimoniano le medaglie che ha vinto, fino a quando una caduta violenta dalla bici lo porta a un cambiamento di progetti sportivi per il futuro. In accordo con i genitori, abbandona le due ruote e sceglie di concentrare le proprie energie sul calcio.
Incomincia la carriera calcistica nella squadra della Virtus Don Bosco di Graffignana per poi passare al Fanfulla su segnalazione di un dirigente che lo vide giocare. All'età di 11 anni, in seguito alla segnalazione dell'osservatore Ruben Buriani, passa nelle giovanili del Milan, dove rimarrà fino all'età di 20 anni.
Dal marzo 2009 è legato sentimentalmente alla modella e showgirl Federica Nargi, ex velina di Striscia la notizia, da cui ha avuto due figlie.

## Caratteristiche tecniche
Centravanti puro, prediligeva muoversi lungo la profondità del campo, e spiccava per qualità dei movimenti offensivi e dei tempi d'inserimento. Dotato di spirito di sacrificio, era anche abile nel pressing.

## Carriera

### Giocatore

#### Club

##### Milan e i vari prestiti
Fa il suo esordio in Serie A, da titolare, il 24 maggio 2003 durante la trasferta persa per 4-2 contro il Piacenza, disputando 70 minuti di gioco per poi essere sostituito dal compagno di squadra Roberto Bortolotto. Nella sua prima stagione da professionista ottiene una sola presenza mentre nella seconda non scenderà mai in campo disputando le sue partite nella Primavera del Milan.
Si mette successivamente in mostra in Serie C1, in prestito, con le maglie di Prato nella stagione 2004-2005 (36 presenze e 5 gol — trovandosi a subìre anche una rete il 19 settembre 2004, nella sconfitta esterna contro la Pistoiese, quando è costretto a sostituire in porta l'espulso Layeni negli ultimi minuti di gara) e Lumezzane nella stagione 2005-2006 (35 presenze e 14 gol).
Nell'estate del 2006 passa al Rimini dell'allenatore Leonardo Acori, in Serie B, con la formula del prestito. In questa stagione, nonostante la presenza di attaccanti più esperti come Adrián Ricchiuti, Jeda e Davide Moscardelli, riesce a ritagliarsi uno spazio importante. Matri chiude il campionato con quattro reti all'attivo, tutte siglate nel girone di ritorno, tra cui la sua prima doppietta in carriera sul campo del Brescia e il gol che ha deciso il derby romagnolo contro il Cesena.

##### Cagliari
L'11 giugno 2007 metà del suo cartellino viene acquistato dal Cagliari. Ha esordito con la maglia rossoblù il 26 agosto seguente, andando subito a segno nella prima giornata di campionato contro il Napoli. Nonostante alcuni gol nell'arco della stagione, Matri viene spesso relegato in panchina dall'allenatore Davide Ballardini, che gli preferisce il compagno di reparto Robert Acquafresca. Il giorno dopo il divorzio tra la società sarda e il tecnico ravennate, tuttavia, il Cagliari riscatta l'altra metà del suo cartellino per 2,3 milioni di euro. Il 24 febbraio 2008 decide la gara con la Lazio, segnando nell'occasione il 1000º gol dei sardi in A.
Nella prima parte della stagione successiva Matri non riesce ancora a ritagliarsi uno spazio da titolare nella compagine sarda, partendo spesso dalla panchina. Nel girone di ritorno, tuttavia, l'attaccante lodigiano mette a segno sei gol, risultando essere il terzo miglior cannoniere della squadra dopo Acquafresca e Jeda.
L'annata 2009-2010 comincia sulla falsariga della precedente per Matri, che, inizialmente, parte dalla panchina. Dopo la cessione di Acquafresca, riesce a guadagnare nel giro di poche settimane il posto da titolare. Il 13 dicembre 2009, dopo 16 partite, riesce anche a eguagliare il record di Gigi Riva di sette match consecutivi a segno. Termina la stagione con 13 gol messi a segno, stabilendo il proprio record personale.
Comincia la stagione 2010-2011 con una doppietta, realizzata l'11 settembre 2010 contro la Roma nella gara giocata al Sant'Elia e vinta per 5-1. In totale l'attaccante realizza quattro doppiette, con un bottino complessivo di 11 reti. Con 36 marcature, inoltre, risulta essere al quinto posto nella classifica dei migliori marcatori di sempre in massima serie con la maglia del Cagliari.

##### Juventus

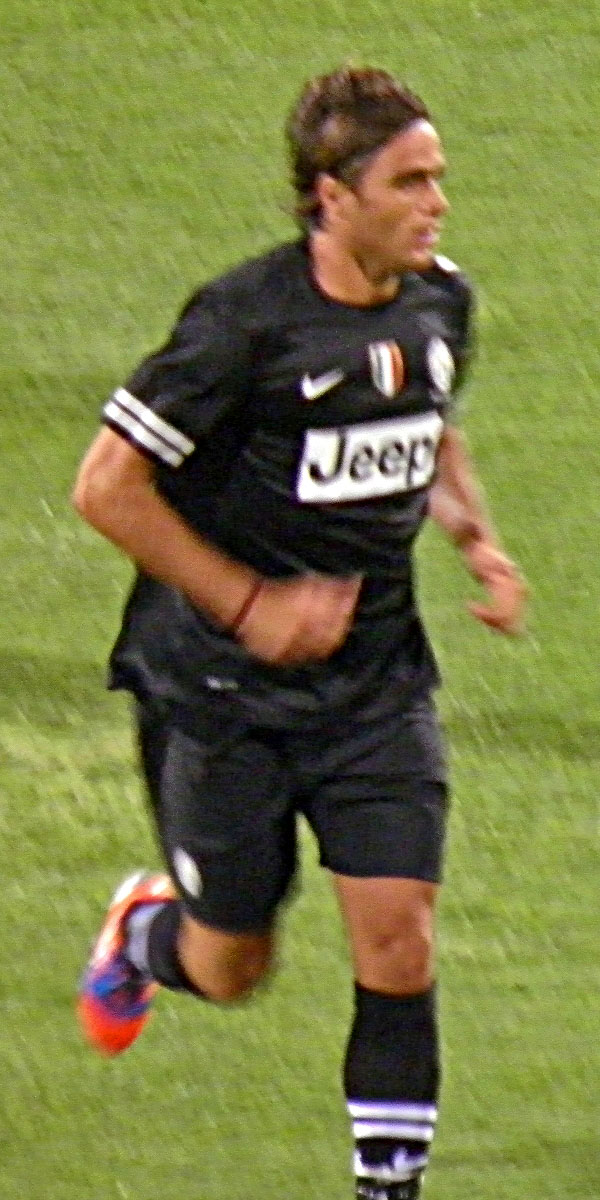
Matri in azione alla nell'estate 2012, durante un'amichevole contro il.

Il 31 gennaio 2011 viene ufficializzato il suo trasferimento alla Juventus con la formula del prestito oneroso (2,5 milioni di euro) con diritto di riscatto fissato a 15,5 milioni di euro. L'esordio con la maglia bianconera arriva il 2 febbraio seguente, nella trasferta di Palermo che vede la Juventus perdere per 2-1. Tre giorni dopo torna a Cagliari da avversario e realizza i suoi primi due gol con la maglia della Juventus, nella partita terminata sul punteggio di 3-1 per i bianconeri. Il 13 febbraio seguente, invece, esordisce con la maglia bianconera allo Stadio Olimpico di Torino, segnando con un colpo di testa il gol che ha permesso alla Juve di vincere il derby d'Italia contro l'Inter per 1-0. Termina la sua stagione con 20 gol segnati (11 in rossoblù e 9 in bianconero), battendo il record personale dell'anno prima.
Riscattato dalla Juventus, nella stagione successiva conquista il suo primo scudetto, ottenuto il 6 maggio 2012, con una giornata d'anticipo, nella partita giocata sul campo neutro di Trieste contro il Cagliari e vinta per 2-0. Conclude la stagione con 10 reti, di cui una nell'1-1 contro il Milan del 25 febbraio 2012.
La stagione 2012-2013 inizia con la conquista della Supercoppa italiana, arrivata l'11 agosto 2012 allo Stadio nazionale di Pechino grazie alla vittoria per 4-2 contro il Napoli.
Il 19 settembre 2012 esordisce nelle competizioni UEFA per club, in occasione della partita di Champions League pareggiata per 2-2 in casa del Chelsea. Il 29 settembre seguente arriva anche il suo primo gol stagionale, nel corso della partita casalinga vinta per 4-1 contro la Roma. Il 12 febbraio 2013 segna la sua prima rete nella massima competizione europea per club, durante la partita esterna vinta per 3-0 contro il Celtic, valevole per gli ottavi di finale della competizione.
Il 5 maggio successivo, grazie alla vittoria interna della Juventus sul Palermo per 1-0, vince (con tre giornate d'anticipo) il secondo scudetto consecutivo.
Il 18 agosto aggiunge al suo palmarès un'altra Supercoppa italiana, battendo in finale la Lazio allo Stadio Olimpico di Roma; Matri, tuttavia, non scende in campo nella partita terminata 4-0 per i bianconeri.

##### Ritorno al Milan, Fiorentina e Genoa

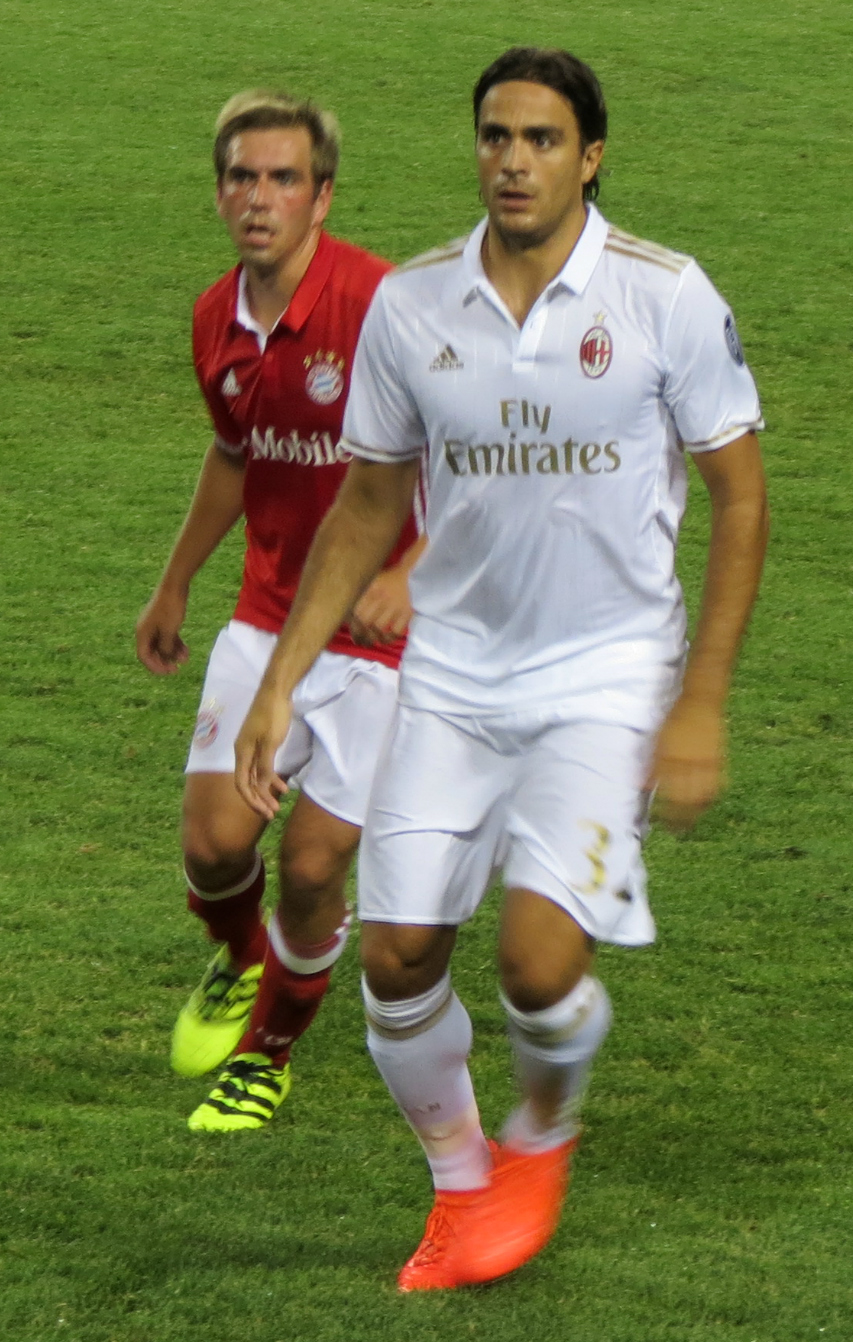
Matri (in primo piano) marcato da Philipp Lahm durante un'amichevole nell'estate 2016 tra e.

Il 30 agosto 2013 viene ufficializzato il suo ritorno al Milan per 11 milioni di euro. Torna a vestire la maglia rossonera il 1º settembre seguente, in occasione della partita interna vinta per 3-1 contro il Cagliari, sua ex squadra. Il 27 ottobre 2013 arriva il suo primo e unico gol con la società milanese, nel corso della trasferta persa per 3-2 contro il Parma.
Dopo 19 presenze e 1 rete con i rossoneri, il 15 gennaio 2014 viene ufficializzato il suo prestito dal Milan alla Fiorentina fino al termine della stagione. Esordisce in maglia viola il 19 gennaio seguente, realizzando una doppietta nella partita di campionato Catania-Fiorentina (0-3). Il 20 febbraio esordisce in Europa League nella gara di andata dei sedicesimi di finale contro l'Esbjerg, segnando anche il primo gol per i viola che si imporranno sugli avversari per 1-3. Chiude la stagione con i viola con 21 presenze e 5 reti.
Finito il prestito in Toscana, fa inizialmente ritorno al Milan, che l'11 luglio 2014 lo cede nuovamente in prestito, stavolta al Genoa. Con la maglia rossoblù esordisce in campionato il 14 settembre in trasferta a Firenze, proprio contro la sua ex squadra, subentrando nel secondo tempo a Mauricio Pinilla. Il 24 settembre, nella quarta giornata di campionato, sigla le sue prime due reti con la maglia dei grifoni (al 35' e al 48') nella gara Verona-Genoa (2-2). Il 5 ottobre segna il suo 100º gol tra i professionisti siglando la rete della vittoria nella trasferta vinta 2-1 contro il Parma. Complessivamente con i rossoblù colleziona 17 presenze e 7 gol.

##### Ritorno alla Juventus
Il 2 febbraio 2015 fa ritorno dopo due anni alla Juventus, a cui viene ceduto dal Milan con la modalità del prestito gratuito semestrale; al suo stipendio lordo, 2,5 milioni di euro, contribuisce per metà la società rossonera. A Torino ritrova Stefano Sturaro, con il quale aveva giocato a Genova nei sei mesi precedenti, ed il tecnico Massimiliano Allegri, che lo aveva allenato sia a Cagliari sia a Milano.
Nella sua seconda esperienza in bianconero si fregia della vittoria dello scudetto, il terzo della sua carriera, seppur il suo contributo in campionato risulta marginale. Ben più importante sarà l'apporto di Matri nel cammino in Coppa Italia: il 7 aprile, in occasione della semifinale di ritorno giocata sul campo della Fiorentina, sblocca il punteggio nello 0-3 dei suoi, che ribalta la sconfitta 1-2 dell'andata e qualifica la Juventus alla finale; quindi il successivo 20 maggio, all'Olimpico di Roma contro la Lazio, al 97' dei tempi supplementari risolve la finale siglando il decisivo 2-1 che consegna la Coppa ai torinesi, la decima per il club e la seconda in carriera per l'attaccante. Chiude il suo semestre in Piemonte con 9 presenze e 2 gol.

##### Lazio, Sassuolo, Brescia e ritiro

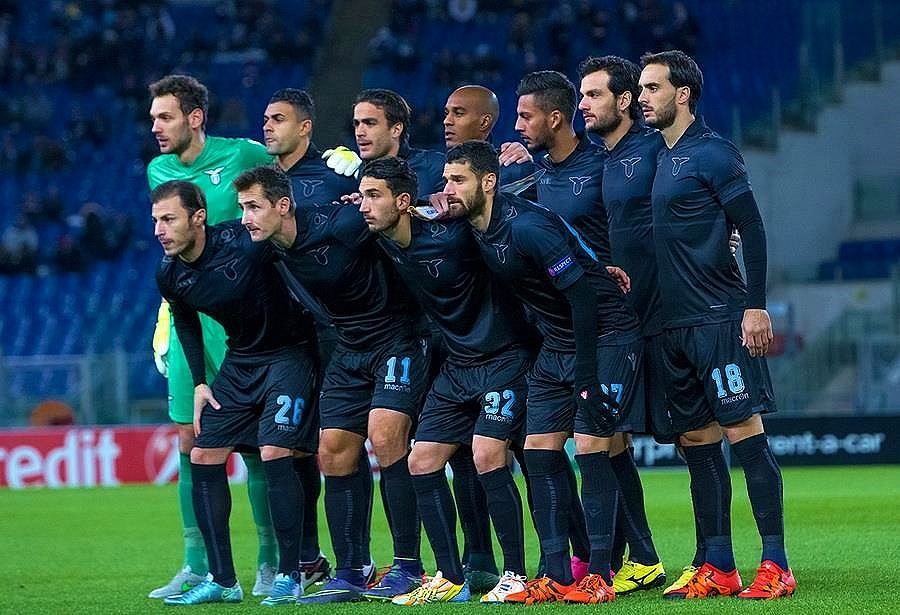
Matri (in piedi, terzo da sinistra) alla nel 2015.

Tornato al Milan nell'estate 2015, il successivo 31 agosto passa in prestito annuale alla Lazio. L'esordio arriva il 13 settembre successivo dove mette a segno anche una doppietta nella partita casalinga vinta, proprio per 2-0, contro l'Udinese. Conclude la stagione e il prestito alla Lazio con un totale di 31 presenze e 7 reti. A fine stagione rientra al Milan.
Il 16 agosto 2016 il Milano lo cede a titolo definitivo al Sassuolo. Segna il suo primo gol in neroverde il 23 ottobre, durante la nona giornata di serie A, contro il Bologna al Dall'Ara, fissando il risultato sull'1-1. Sigla la sua prima doppietta in nero verde il 15 gennaio 2017 contro il Palermo. Una settimana dopo, contro il Pescara, Matri segna il gol più veloce del campionato, dopo appena un minuto di gioco; nella stessa partita va poi nuovamente a segno, siglando così la sua seconda doppietta consecutiva. In tre anni con i neroverdi mette a referto 82 presenze e 14 gol.
Il 2 settembre 2019 viene venduto al Brescia, neopromosso in Serie A. Il 31 gennaio 2020, dopo sole 8 presenze in campionato, torna anticipatamente al Sassuolo prima di restare svincolato.
Il 6 maggio 2020 annuncia il suo ritiro dal calcio giocato.

#### Nazionale

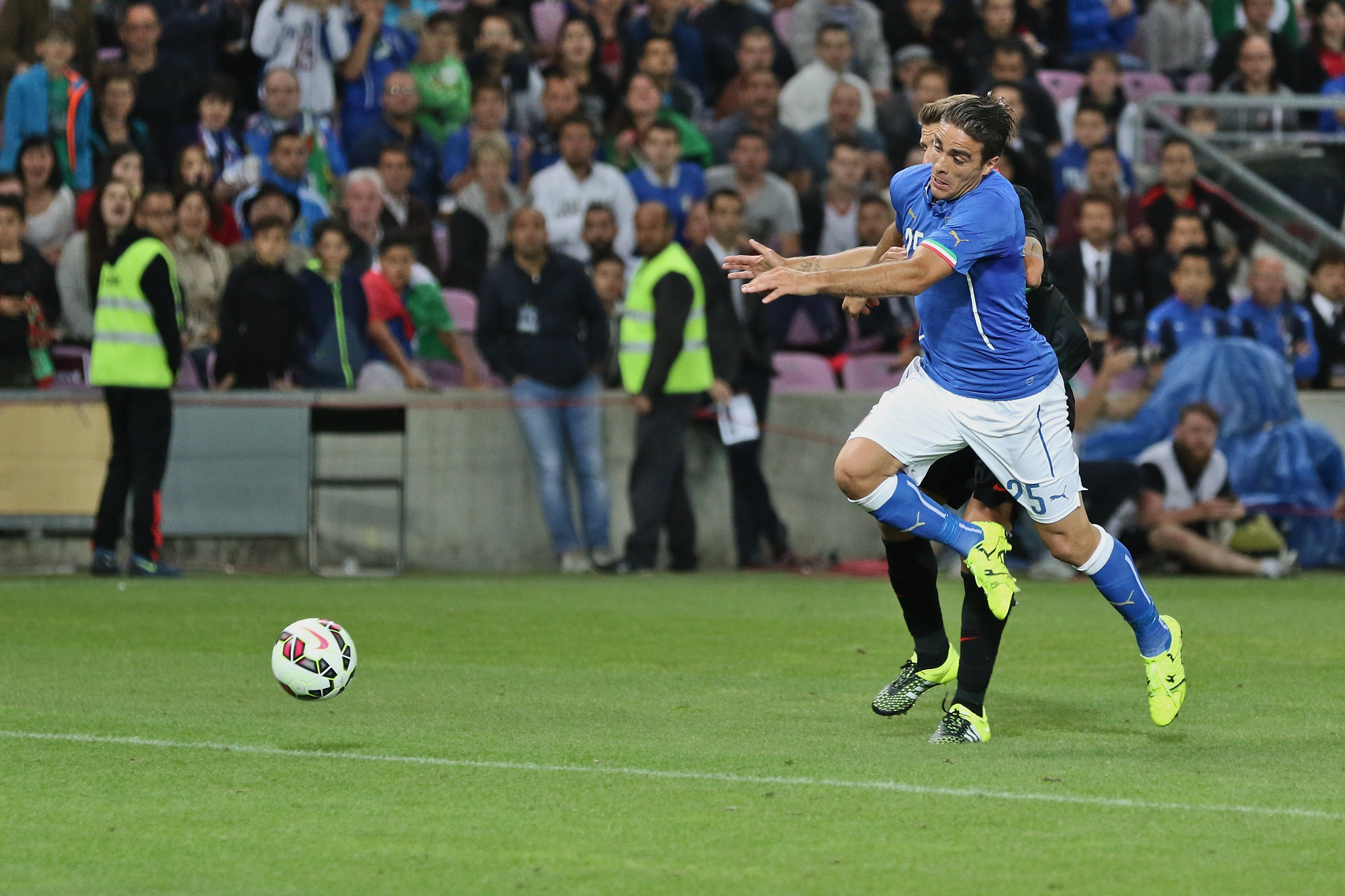
Matri in azione con la maglia della nazionale nell'amichevole con il Portogallo del giugno 2015.

Il 6 febbraio 2011 viene convocato per la prima volta in nazionale, da parte del CT Cesare Prandelli, in vista dell'amichevole del 9 febbraio seguente contro la Germania (1-1), nella quale tuttavia non viene impiegato. Nel seguente mese di marzo, viene ancora una volta convocato in azzurro per le gare in trasferta contro la Slovenia (0-1) e l'Ucraina (0-2). Esordisce proprio in quest'ultima gara, subentrando al 61' della ripresa a Giuseppe Rossi e segnando la rete dello 0-2 finale per gli azzurri su assist di Sebastian Giovinco. In totale, con la maglia della nazionale, conta 7 presenze ed 1 rete.

### Dopo il ritiro
Una volta ritiratosi dal calcio giocato, Matri intraprende la carriera dirigenziale, diventando nel settembre 2020 collaboratore di Igli Tare, direttore sportivo della Lazio, sua ex squadra da calciatore; nel frattempo segue il corso da direttore sportivo della FIGC. Dopo appena una stagione, l'ex attaccante biancoceleste decide di interrompere l'esperienza dirigenziale con il club romano per intraprendere un nuovo percorso.
Dopo l'addio alla Lazio, nel luglio 2021 viene presentato come uno dei volti nuovi di DAZN, la piattaforma che trasmetterà, tra le altre cose, le gare della Serie A, Serie B, Europa League e Conference League. Dopo aver conseguito la qualifica da direttore sportivo il 19 luglio, il 14 ottobre dello stesso anno consegue anche quella da allenatore UEFA A a Coverciano, che gli consente di allenare tutte le selezioni giovanili, le squadre femminili e le prime squadre fino alla Serie C e di poter essere tesserato come allenatore in seconda sia in Serie B che in Serie A.
Il 22 novembre 2022 annuncia il ritorno al calcio giocato per una sola partita, giocando nel campionato Amatori CSI con gli amici del Graffignana 2013. Due anni dopo comunica di essere pronto a tornare in campo con la Graffignana, militante nelle serie dilettantistiche, ma il tesseramento non viene finalizzato per l'iscrizione di Matri all'albo degli allenatori professionisti (contraria alle regole).
Nel febbraio 2025 debutta come opinionista nei programmi Pressing e Coppa Italia LIVE e poi anche Mondiale per club LIVE sulle reti Mediaset.

## Statistiche

### Presenze e reti nei club
Statistiche aggiornate al 26 marzo 2020.
| Stagione        | Squadra         | Campionato      | Campionato | Campionato | Coppe nazionali | Coppe nazionali | Coppe nazionali | Coppe continentali | Coppe continentali | Coppe continentali | Altre coppe | Altre coppe | Altre coppe | Totale | Totale | Totale |
| Stagione        | Squadra         | Comp            | Pres       | Reti       | Comp            | Pres            | Reti            | Comp               | Pres               | Reti               | Comp        | Pres        | Reti        | Pres   | Reti   |        |
| --------------- | --------------- | --------------- | ---------- | ---------- | --------------- | --------------- | --------------- | ------------------ | ------------------ | ------------------ | ----------- | ----------- | ----------- | ------ | ------ | ------ |
| 2002-2003       | Milan           | A               | 1          | 0          | CI              | 0               | 0               | UCL                | 0                  | 0                  | -           | -           | -           | 1      | 0      |        |
| 2003-2004       | Milan           | A               | 0          | 0          | CI              | 0               | 0               | UCL                | 0                  | 0                  | SI+SU+CInt  | 0           | 0           | 0      | 0      |        |
| 2004-2005       | Prato           | C1              | 32         | 14,-1      | CI-C            | 4               | 2               | -                  | -                  | -                  | -           | -           | -           | 36     | 16,-1  |        |
| 2005-2006       | Lumezzane       | C1              | 32+2       | 18         | CI+CI-C         | 1+0             | 1               | -                  | -                  | -                  | -           | -           | -           | 35     | 19     |        |
| 2006-2007       | Rimini          | B               | 34         | 16         | CI              | 4               | 2               | -                  | -                  | -                  | -           | -           | -           | 38     | 18     |        |
| 2007-2008       | Cagliari        | A               | 34         | 6          | CI              | 2               | 2               | -                  | -                  | -                  | -           | -           | -           | 36     | 9      |        |
| 2008-2009       | Cagliari        | A               | 31         | 6          | CI              | 2               | 1               | -                  | -                  | -                  | -           | -           | -           | 33     | 7      |        |
| 2009-2010       | Cagliari        | A               | 38         | 13         | CI              | 1               | 0               | -                  | -                  | -                  | -           | -           | -           | 39     | 13     |        |
| 2010-gen. 2011  | Cagliari        | A               | 22         | 11         | CI              | 1               | 0               | -                  | -                  | -                  | -           | -           | -           | 23     | 11     |        |
| Totale Cagliari | Totale Cagliari | Totale Cagliari | 125        | 36         |                 | 6               | 3               |                    | -                  | -                  |             | -           | -           | 131    | 40     |        |
| gen.-giu. 2011  | Juventus        | A               | 16         | 9          | CI              | 0               | 0               | UEL                | -                  | -                  | -           | -           | -           | 16     | 9      |        |
| 2011-2012       | Juventus        | A               | 31         | 10         | CI              | 2               | 0               | -                  | -                  | -                  | -           | -           | -           | 33     | 10     |        |
| 2012-2013       | Juventus        | A               | 22         | 8          | CI              | 3               | 0               | UCL                | 9                  | 2                  | SI          | 1           | 0           | 35     | 10     |        |
| 2013-gen. 2014  | Milan           | A               | 15         | 1          | CI              | 0               | 0               | UCL                | 3                  | 0                  | -           | -           | -           | 18     | 1      |        |
| Totale Milan    | Totale Milan    | Totale Milan    | 16         | 1          |                 | 0               | 0               |                    | 3                  | 0                  |             | 0           | 0           | 19     | 1      |        |
| gen.-giu. 2014  | Fiorentina      | A               | 15         | 4          | CI              | 3               | 0               | UEL                | 3                  | 1                  | -           | -           | -           | 21     | 5      |        |
| 2014-feb. 2015  | Genoa           | A               | 16         | 7          | CI              | 1               | 0               | -                  | -                  | -                  | -           | -           | -           | 17     | 7      |        |
| feb.-giu. 2015  | Juventus        | A               | 5          | 0          | CI              | 2               | 2               | UCL                | 2                  | 0                  | SI          | 0           | 0           | 9      | 2      |        |
| Totale Juventus | Totale Juventus | Totale Juventus | 74         | 27         |                 | 7               | 2               |                    | 11                 | 2                  |             | 1           | 0           | 93     | 31     |        |
| 2015-2016       | Lazio           | A               | 19         | 4          | CI              | 2               | 1               | UCL+UEL            | 0+10               | 2                  | SI          | 0           | 0           | 31     | 7      |        |
| 2016-2017       | Sassuolo        | A               | 31         | 8          | CI              | 0               | 0               | UEL                | 6                  | 0                  | -           | -           | -           | 37     | 8      |        |
| 2017-2018       | Sassuolo        | A               | 23         | 3          | CI              | 2               | 0               | -                  | -                  | -                  | -           | -           | -           | 25     | 3      |        |
| 2018-2019       | Sassuolo        | A               | 19         | 2          | CI              | 1               | 1               | -                  | -                  | -                  | -           | -           | -           | 20     | 3      |        |
| Totale Sassuolo | Totale Sassuolo | Totale Sassuolo | 73         | 13         |                 | 3               | 1               |                    | 6                  | 0                  |             | -           | -           | 82     | 14     |        |
| 2019-2020       | Brescia         | A               | 8          | 0          | CI              | 0               | 0               | -                  | -                  | -                  | -           | -           | -           | 8      | 0      |        |
| Totale carriera | Totale carriera | Totale carriera | 444+2      | 141,-1     |                 | 31              | 12              |                    | 33                 | 5                  |             | 1           | 0           | 511    | 158,-1 |        |

### Cronologia presenze e reti in nazionale
| Cronologia completa delle presenze e delle reti in nazionale ― Italia | Cronologia completa delle presenze e delle reti in nazionale ― Italia | Cronologia completa delle presenze e delle reti in nazionale ― Italia | Cronologia completa delle presenze e delle reti in nazionale ― Italia | Cronologia completa delle presenze e delle reti in nazionale ― Italia | Cronologia completa delle presenze e delle reti in nazionale ― Italia | Cronologia completa delle presenze e delle reti in nazionale ― Italia | Cronologia completa delle presenze e delle reti in nazionale ― Italia |
| Data                                                                  | Città                                                                 | In casa                                                               | Risultato                                                             | Ospiti                                                                | Competizione                                                          | Reti                                                                  | Note                                                                  |
| --------------------------------------------------------------------- | --------------------------------------------------------------------- | --------------------------------------------------------------------- | --------------------------------------------------------------------- | --------------------------------------------------------------------- | --------------------------------------------------------------------- | --------------------------------------------------------------------- | --------------------------------------------------------------------- |
| 29-3-2011                                                             | Kiev                                                                  | Ucraina                                                               | 0 – 2                                                                 | Italia                                                                | Amichevole                                                            | 1                                                                     | 61’                                                                   |
| 7-6-2011                                                              | Liegi                                                                 | Italia                                                                | 0 – 2                                                                 | Irlanda                                                               | Amichevole                                                            | -                                                                     | 46’                                                                   |
| 11-11-2011                                                            | Breslavia                                                             | Polonia                                                               | 0 – 2                                                                 | Italia                                                                | Amichevole                                                            | -                                                                     | 61’                                                                   |
| 15-11-2011                                                            | Roma                                                                  | Italia                                                                | 0 – 1                                                                 | Uruguay                                                               | Amichevole                                                            | -                                                                     |                                                                       |
| 29-2-2012                                                             | Genova                                                                | Italia                                                                | 0 – 1                                                                 | Stati Uniti                                                           | Amichevole                                                            | -                                                                     | 59’                                                                   |
| 18-11-2014                                                            | Genova                                                                | Italia                                                                | 1 – 0                                                                 | Albania                                                               | Amichevole                                                            | -                                                                     | 65’                                                                   |
| 16-6-2015                                                             | Ginevra                                                               | Italia                                                                | 0 – 1                                                                 | Portogallo                                                            | Amichevole                                                            | -                                                                     | 73’                                                                   |
| Totale                                                                |                                                                       | Presenze                                                              | 7                                                                     |                                                                       | Reti                                                                  | 1                                                                     |                                                                       |

## Palmarès

### Club

#### Competizioni nazionali
- Campionato italiano: 3

Juventus: 2011-2012, 2012-2013, 2014-2015
- Supercoppa italiana: 2

Juventus: 2012, 2013
- Coppa Italia: 1

Juventus: 2014-2015